# 坂井宏行
坂井 宏行（さかい ひろゆき、1942年4月2日 - ）は、日本の料理人、実業家。ラ・ロシェル店主、株式会社サカイ食品代表取締役会長。通称はムッシュ。
西洋膳所ジョン・カナヤ麻布シェフ（初代）、株式会社サカイ食品社長（初代）などを歴任した。

## 概要
鹿児島県出水市出身のフランス料理人である。フランス料理に日本の懐石料理の手法を取り入れたことで有名。東京都港区南青山にあるレストラン「ラ・ロシェル」のオーナーシェフであり、同店の運営会社である株式会社サカイ食品の代表取締役社長を務めていた。フジテレビの料理対決番組『料理の鉄人』に「フレンチの鉄人」として出演。身長173cm、A型。

## 来歴

### 生い立ち
父が仕事のため当時日本領であった朝鮮に渡っていたことから、1942年（昭和17年）に朝鮮で生まれた。しかし、父を亡くしたことから鹿児島県にある母の実家に引き揚げた。

### 料理人として
中学校卒業後、仕出し弁当屋で働いたのち、ホテルに勤め、オーストラリアのレストランで修業した。その後、日本に戻り「四季」に勤めることになり、志度藤雄に師事する。その後、金谷鮮治のレストランにシェフとして招かれた。
1980年（昭和55年）、独立し「ラ・ロシェル」をオープンさせた。当初は好調であったがバブル崩壊により苦境に陥った。しかし、レストランウェディングを発案することで経営難を脱した。「フランス料理を主に調理業務に長年従事し、濃厚な味付けを控え、日本の素材を生かしたフランス風懐石料理を作り上げた。また、地域及び各学校の特別講師を務めるなど、後進者育成に尽力している」との理由により、2009年（平成11年）11月に卓越した技能者表彰を受けた。
2017年（平成29年）、「ラ・ロシェル」などを運営するサカイ食品の社長職を長男に譲った。以降は会長を務めている。2021年（令和3年）12月には文化庁長官表彰を受けた。

## 人物

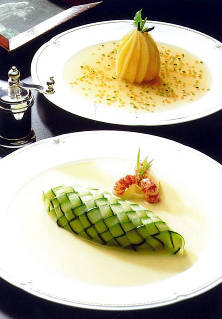
坂井による料理

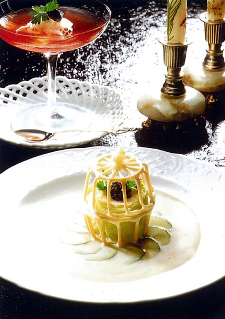
坂井による料理

- ファンレターには必ず返事を出す主義[9]。ただそのためか、「鉄人はファンレターを出したら必ず返事をくれるというので書いた」というファンレターも多いという。
- 軟体動物が大の苦手[10]。そのせいか「料理の鉄人」でも、タコをテーマ食材とした対決（1995年12月8日放送）に敗れている[注 1]。
- 父親が戦死したため家庭は貧しく、母親は和裁をして家計を支えた。母と祖母と弟の4人で食べる食事のために、母が親戚の畑を手伝って食料を分けてもらうという生活をしていた。ひもじかった少年時代を思い起こすため、カボチャやサツマイモが苦手。彼が料理人を目指したのも、「料理人なら食べ物には不自由しないから」という理由からだったという。
- 料理の原点は、少年時代に猟師が食べさせてくれた猪鍋であるという。
- 薄給の修行時代もあり、午後6時から午前3時まで厨房で働き、家で仮眠をとった後、午後5時までガソリンスタンドでアルバイトという生活だった[11]。
- 西洋膳所ジョン・カナヤ麻布時代は、開業当初は全く客が来ず、坂井は暇をもてあまし、従業員と将棋ばかり指していたという。そのため、「将棋は強いよ」とジョークを言っている。しかし、その一方で、オーナーである金谷・ジョン・鮮治は坂井を大切にし、坂井も門外の日本料理の勉強会に参加するなど、料理への研鑽を怠っていなかったという。やがて独創的な料理を出す店は繁盛し、人気店の仲間入りをした。
- オーナーシェフとなった「ラ・ロシェル」は人気店となったものの、バブル崩壊の煽りを受けたこともあり、坂井自身も自殺を考えなければならないほどの窮地に追い込まれる。しかし、店のあった東邦生命本社ビルは、最上階で窓が開かず飛び降りられなかったと、自虐的に語っている。ただし、レストランウエディングを発案してピンチを脱し、更に『料理の鉄人』で知名度が上がり、再び人気店に返り咲いた。
- フランスで修行をしたことがないことや、平然と鰹節や昆布のダシを使うため、「坂井の料理はフランス料理ではない」と異端視されることがある[要出典]。特に、山本益博や見田盛雄といった料理評論家からの声が強かった。実際に『料理の鉄人』では、彼らの推薦した脇屋友詞らの料理人が挑戦者として坂井に挑んだことがある。
- 下戸で酒が飲めない。酒好きの人間が多いことで知られる故郷の鹿児島県では、酒が飲めないことでずいぶん泣かされたとのこと。後にそれが原因かどうかは不明だが、逃げるように上京したとも語っている。
- 和太鼓、ゴルフ、水上オートバイなどのマリンスポーツ（一級船舶免許を所持）など、多趣味である。体を鍛えるのも好きで、週に数回はジムに通っているとのこと[12]。

## 略歴
- 1942年 当時、併合により日本だった朝鮮半島で3人兄弟の長男として生まれる[注 2]。3歳の頃父親が戦死。
- 1945年 終戦により母親の実家があった鹿児島県出水市に一家で引き揚げる。
  - 17歳でフランス料理の世界に入り、ホテル新大阪で修行を始める。
  - 19歳の時、単身オーストラリアに渡り「ホテルオリエンタル」にて1年半ほど修行し、帰国。
- 1963年 銀座「四季」にて、フランス料理の先駆者的存在だった志度藤雄に3年間師事。
  - その後、青山「ココ・パームス」、「西洋膳所　ジョン・カナヤ麻布」にてシェフを務める。
- 1980年 南青山に「ラ・ロシェル」オープン。
- 1989年 10月、渋谷に移転。「グランカフェ」を併設（のちにバーとしてラ・ロシェルに併合）。
- 1994年 2月 フジテレビ「料理の鉄人」出演開始。
- 1996年 京急百貨店（京浜急行電鉄・上大岡駅）に「ラ・ロシェル上大岡店」をオープン（後に撤退）
- 1999年 2月14日「ラ・ロシェル南青山」オープン。
- 2002年 9月11日「ラ・ロシェル福岡」オープン。
- 2003年 9月11日　ホテル銀座ラフィナートに「アニエスカフェ」をオープン。
- 2010年 12月14日「ラ・ロシェル山王」オープン。
- 2018年 3月16日 1年間限定で、肥薩おれんじ鉄道の観光列車「おれんじ食堂」の2便（スペシャルランチ）の食事を監修。
- 2025年 8月20日、同年12月末を以って「ラ・ロシェル南青山」を閉店することを発表[13][14]。

## 賞歴
- 2009年 11月 厚生労働省の卓越した技能者表彰により「現代の名工」に選定される。
- 2021年 12月1日 文化庁長官表彰[15]。

## 栄典
- 2004年 フランスロワール地方“ガストロミー騎士団”よりシュヴァリエ勲章を受章。
- 2005年 フランスより農事功労章シュヴァリエを受章。

## 出演番組
- 料理の鉄人（フジテレビ）
- アイアン・シェフ・アメリカ（Food Network）
- 王様のレストラン・最終回（フジテレビ、1995年7月5日） - エキストラ（橋幸夫の左後ろの席で食事をしている）
- 人気者でいこう!（朝日放送、1999年10月12日）
- 新どっちの料理ショー（読売テレビ、2006年9月7日、落合務に勝利）
- ぐるぐるナインティナイン（日本テレビ、2009年4月9日・2011年12月1日） - 「グルメチキンレース・ゴチになります!」に出演
- パラダイスグループプレゼンツ「カジノリゾートで愉しむ本格的・大人の韓流」（MONDO21）
- 田舎に泊まろう（テレビ東京、2009年9月13日）
- キッチンが走る!（NHK）
- ウチゴハン（テレビ朝日）
- アイアンシェフ（フジテレビ、2012年11月23日）

## CM
- 興和「バンテリン」
- 日産自動車「ローレル」（最強の鉄人、道場六三郎編 / 鉄人達の休日編 ほか[注 3]）
- エスビー食品「S&Bゴールデンカレー ミルポワ」
- ネスレ日本「ネスカフェ ゴールドブレンド コク深め」/「ネスカフェ ゴールドブレンド バリスタ TAMA」
- 三重平安閣 企業広告（あなたの舌が確かなら編 / 鉄人の披露宴料理編[注 4]） - 中京ローカル
- 東京電力「秋のSwitch!キャンペーン『鉄人がやってきた』編」（2006年）[17]
- 学校法人国際ビジネス学院「スーパースイーツ調理専門学校」[18]

## その他の出演
- 料理の鉄人　KITCHEN STADIUM TOUR（博報堂マルチメディアエンターテイメンツ、セガサターン版[注 5]）

## 著書
- ラ・ロシェル 坂井宏行が提案する大人の厨房
- 坂井宏行の家庭で作る和素材フレンチ
- ムッシュ坂井の「僕流フレンチを召しあがれ!」
- ボクは料理長、ときどき鉄人
- 鉄人 坂井宏行のフランス料理
- 坂井宏行のカジュアルフレンチ …他多数